# Klaus Dehler
Klaus Eduard Thomas Dehler (* 15. September 1926 in Erlangen; † 1. August 2005 in Feldafing) war ein deutscher Arzt und Politiker (FDP).

## Leben

### Jugend
Klaus Dehler besuchte die humanistischen Gymnasien in Erlangen und Nürnberg. Während des Zweiten Weltkrieges wurde er 1943 Luftwaffenhelfer, bevor er ein Jahr später zum Reichsarbeitsdienst und noch im selben Jahr zur Luftwaffe eingezogen wurde. Nach US-amerikanischer Kriegsgefangenschaft war er in der Baubranche tätig.

### Beruf
1945 bis 1950 studierte er an der Universität Erlangen Medizin und erhielt 1951 seinen Doktortitel. Nach seiner Tätigkeit als Facharzt der inneren Medizin eröffnete er 1967 eine private Arztpraxis als Internist.
1952 bis 1957 war er stellvertretender, 1957 bis 1967 Landesvorsitzender des Marburger Bundes in Bayern. 1993 wurde er mit der Paracelsus-Medaille ausgezeichnet.

### Politisches Wirken

#### Partei
Durch seinen Onkel Thomas Dehler wurde Klaus Dehler Mitglied der FDP. 1950 bis 1957 war er Landesvorsitzender der Jungdemokraten. Er gehörte den Führungsgremien der FDP Nürnberg (Kreisvorstand) seit 1949 und der FDP Bayern (Landesvorstand) von 1951 bis 1967 an. Er übte auch das Amt des Bezirksvorsitzenden in Mittelfranken von 1956 bis 1965 und, als Nachfolger von Albrecht Haas, des Landesvorsitzenden in Bayern (1964 bis 1967) aus. 1967 trat Klaus Dehler nicht mehr zur Wiederwahl an, es wurde vermutet, dass er das Scheitern der Landtagswahl 1966 zum Anlass nahm (die FDP war im Landtag nicht vertreten, da sie trotz einer Stimmenanteils von 5,1 % nicht mindestens in einem Regierungsbezirk 10 % erreichte). Offiziell trat er wegen der Eröffnung seiner Privatpraxis nicht mehr an. Nachfolger wurde Dietrich Bahner.

#### Abgeordneter
Klaus Dehler war von 1952 bis 1955 Stadtrat in Nürnberg und von 1954 an Mitglied des Bayerischen Landtags, wo er in den Jahren 1962 bis 1966 den Fraktionsvorsitz innehatte. Der Landtag wählte Dehler 1959 zum Mitglied der dritten Bundesversammlung, die Heinrich Lübke zum Bundespräsidenten wählte.

### Privates
Klaus Dehler war verheiratet mit Ruth Dehler, geb. Lessing, und hatte eine Tochter und zwei Söhne. Ruth Dehler ist eine Urenkelin des Bruders des deutschen Dichters Gotthold Ephraim Lessing, Karl Gotthelf Lessing, und Urenkelin des Landschafts- und Historienmalers Carl Friedrich Lessing.

## Auszeichnungen
Dehler wurde am 7. Dezember 1964 mit dem Bayerischen Verdienstorden geehrt.